# 東京時計精密
東京時計精密株式会社（とうきょうとけいせいみつ、英: Precision Watch Tokyo Co.,Ltd.）は、東京都文京区に本社を置く時計製造メーカー。2023年7月現在、浅岡肇の時計ブランド「HAJIME ASAOKA Tokyo Japan」および「KURONO TOKYO」、片山次朗の時計ブランド「ŌTSUKA LŌTEC」を製造している。

## 沿革
2016年、独立時計師アカデミー会員の時計師である浅岡肇により創業。
2018年、時計ブランド「CHRONO TOKYO」を開始。
2019年、時計ブランド「KURONO TOKYO」を開始。KURONO TOKYOはKURONO　BUNKYŌ TOKYOとも呼ばれる。

## 時計ブランド
- HAJIME ASAOKA Tokyo Japan
- KURONO TOKYO
- TAKANO
- ŌTSUKA LŌTEC